# Oberriexingen
Oberriexingen è una città tedesca situata nel land del Baden-Württemberg.